# 梅の本鶯斎
梅の本 鶯斎（うめのもと おうさい、生没年不詳）とは、江戸時代の浮世絵師。兄は作家の梅亭金鵞。

## 来歴
歌川国芳の門人。梅里、鶯斎と号す。作画期は嘉永から慶応の頃にかけてで、錦絵のほか滑稽本の挿絵などを描いた。兄・金鵞の著者『妙竹林話七偏人』の作画も手掛けた。
鶯斎梅児は鶯斎の別名とする資料もある。

## 作品
- 『いろは文庫』　人情本　※天保頃、二代目為永春水作
- 『安政見聞録』　※安政3年（1856年）刊行。一梅斎芳晴との作画
- 『妙竹林話七偏人』　滑稽本　※梅亭金鵞作、安政4年 - 文久3年（1863年）刊行
- 『毬唄三人娘』　人情本　※松亭金水作、文久2年 - 慶応元年（1865年）刊行。落合芳幾、月岡芳年と共画
- 『春色野咲廼梅』　人情本　※梅亭金鵞作、慶応元年刊行
- 「麻疹護調延寿鑑」　大判錦絵2枚続　静岡県立中央図書館所蔵　※文久2年（1862年）